# Ustupy Bodnarskogo
Ustupy Bodnarskogo är en bergstopp i Antarktis. Den ligger i Östantarktis. Nya Zeeland gör anspråk på området. Toppen på Ustupy Bodnarskogo är 243 meter över havet.
Terrängen runt Ustupy Bodnarskogo är varierad. Trakten är obefolkad. Det finns inga samhällen i närheten.